# American Pie Presents: Band Camp
American Pie Presents: Band Camp, är en amerikansk komedi från 2005 i regi av Steve Rash med Arielle Kebbel och Tad Hilgenbrink i huvudrollerna. Filmen gavs ut direkt på DVD den 14 december 2005. Det är den första filmen i spinoffserien om American Pie.

## Handling
Matt, som är Steve Stiflers lillebror, tvingas att tillbringa sommaren på ett musikläger. Musiklägret har ett ganska dåligt anseende hos de mer populära kretsarna på det high school som han går på. Anledningen är ett grymt spratt som han och hans kompisar spelade skolans orkester.
Musiklägret visar sig ha Jims pappa som ansvarig ledare, vilket banar väg för massor med pinsamma situationer.
Matt bestämmer sig för att han ska spionera på "bandtöntarna" med diverse spionkameror som han köper via internet innan han åker till lägret.
Filmen är fylld med många bisarra sexskämt enligt samma manér som de tidigare American Pie-filmerna.

## Rollista
- Arielle Kebbel som Elyse
- Tad Hilgenbrink som Matt Stifler
- Jason Earles som Ernie Kaplowitz
- Tara Killian som Patty
- Matt Baker som Derek
- Daniel Booko som fotbollsspelare
- Sean Briskey  som Novak
- Eugene Levy som Jims pappa
- Chris Owen som Chuck Sherman